# NGC 7784
NGC 7784 (другие обозначения — PGC 72862, MCG 4-1-1, ZWG 477.29, ZWG 478.1, NPM1G +21.0608) — галактика в созвездии Пегас.
Этот объект входит в число перечисленных в оригинальной редакции «Нового общего каталога».